# Герб Південної Осетії

Герб Південної Осетії

Нинішній герб невизнаної республіки — Південна Осетія прийнято 19 травня 1999 року. Автор малюнка — художник Мурат Джігкаев. Як і майже ідентичний йому герб Північної Осетії, він схожий на так званий «прапор Осетії», який відомий по замальовці Вахушті Багратіоні.
Герб являє собою круглий щит червоного кольору. На щиті, на тлі сріблястих гір Кавказу зображений барс жовтого кольору. Небо над горами зображено червоним кольором. Гори символізують ландшафт країни, барс — свободу та незалежність. Навколо щита написана назва країни двома мовами: російською («Республика Южная Осетия») знизу і осетинською («Республікæ Хуссар Іристон») зверху. Кольори герба — білий, червоний і жовтий відповідають кольорам прапора Південної Осетії. Цей герб є майже точною копією герба Північної Осетії, єдиною відмінністю є написи назви цієї республіки навколо щита.